# Haberlea rodopská

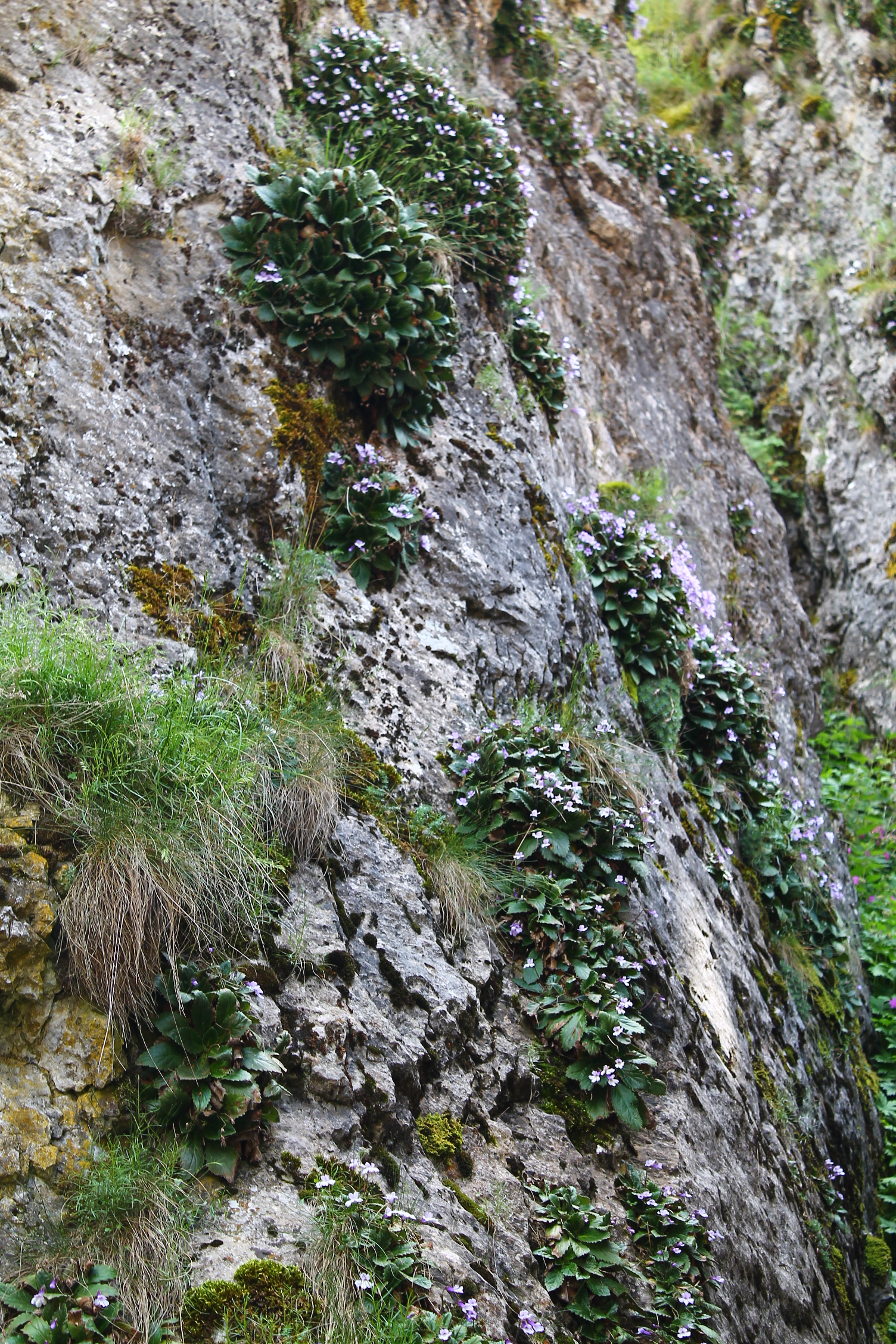
Haberlea rodopská na přirozeném stanovišti

Haberlea rodopská (Haberlea rhodopensis) je druh rostliny z čeledi podpětovité a jediný druh rodu haberlea. Je to endemit Balkánu, třetihorní relikt a jeden z mála zástupců čeledi podpětovité v Evropě. Rostlina je zajímavá schopností upadnout při nedostatku vláhy do stavu anabiózy, z něhož se po zalití opět rychle vzpamatovává. Je pěstována jako skalnička.

## Popis
Haberlea rodopská je vytrvalá bylina s přízemní růžicí listů. Listy jsou obvejčité až podlouhle vejčité, svraštělé, měkce chlupaté nebo řidčeji na líci téměř lysé, postupně se zužující v krátký řapík.
Květy jsou uspořádané ve stopkatém okolíku. Květenství dosahuje výšky 6 až 10 cm a je tvořeno 1 až 5 květy. Kalich je srostlý z 5 lístků, s laloky asi zdéli kališní trubky. Koruna je modrofialová, s více méně trubkovitou korunní trubkou zakončenou 5 lehce dvoupyskými laloky. Uvnitř je chlupatá. Korunní trubka je delší než horní korunní laloky. Tyčinky jsou 4, jsou přirostlé ke korunní trubce a nevyčnívají z květů. Prašníky jsou mnohem kratší než nitky tyčinek. V květech je přítomna 1 sterilní patyčinka. Semeník je svrchní, s čnělkou zakončenou dvoulaločnou bliznou. Tobolka je přehrádkosečná, asi stejně dlouhá jako kalich.
Rostlina kvete od konce dubna do července, semena dozrávají v červenci až srpnu.

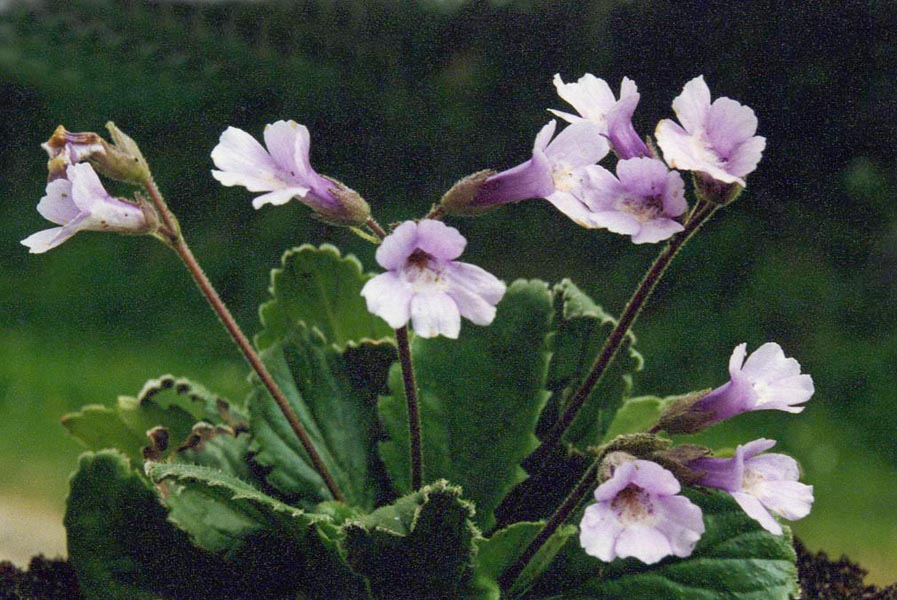
Haberlea rodopská
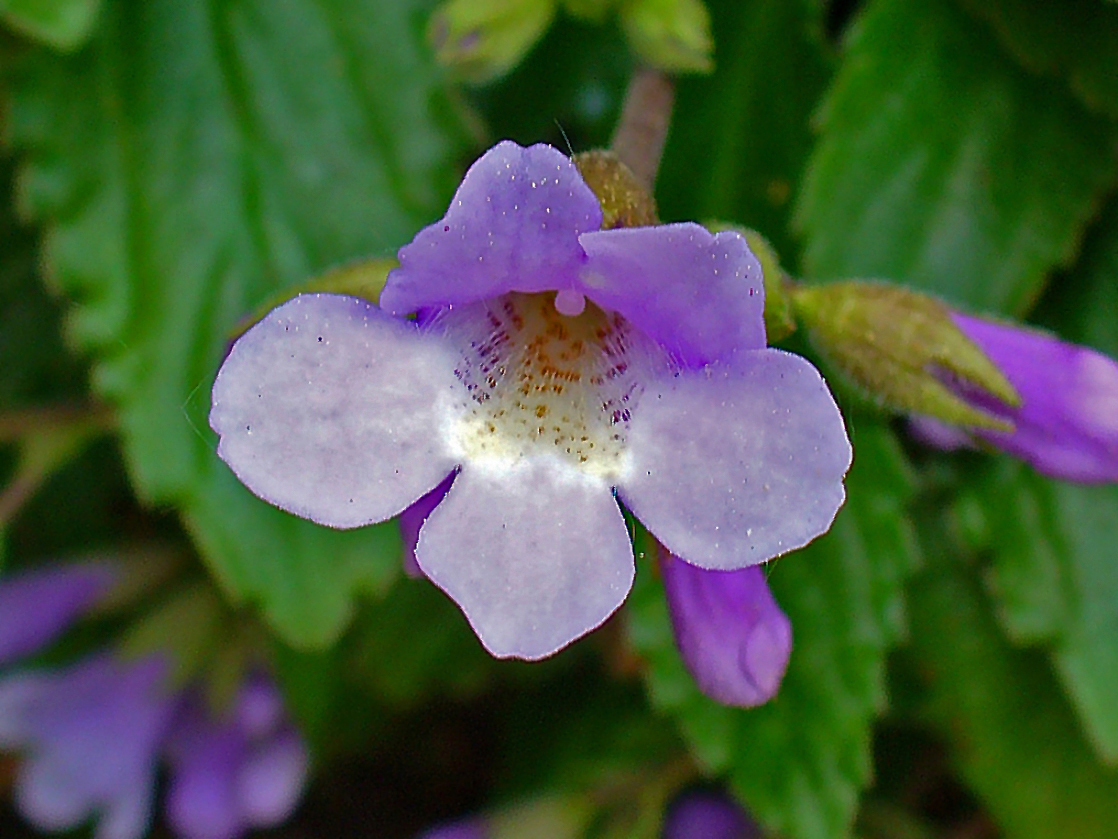
Detail květu
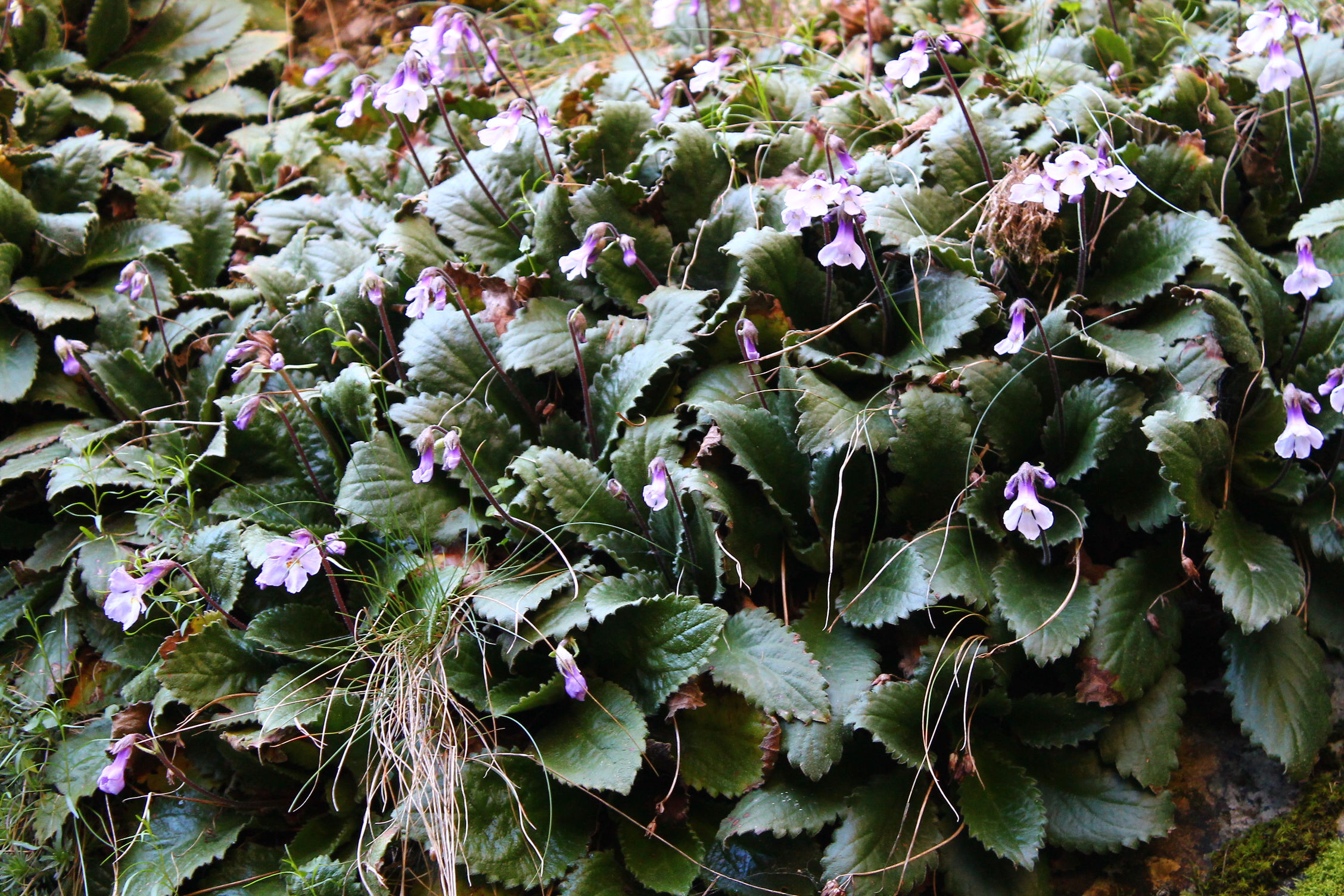
Přirozená populace

## Rozšíření
Haberlea rodopská je endemit Balkánu. Vyskytuje se v horách středního a jižního Bulharska a severovýchodního Řecka. Vyskytuje se v rozdrobeném areálu, skládajícím se z izolovaných lokalit, na území o rozloze asi 20000 km2. V Bulharsku je známo asi 70 lokalit. Jejich rozloha kolísá od několika m2 po více než 3 km2.

## Ekologie
Haberlea roste zejména na vlhkých stinných skalnatých místech v bukových či borových lesích na vápencových či vulkanických podkladech v nadmořských výškách od 500 do 1700 metrů, řidčeji níže (od 100 m/m). Mimo to se vyskytuje i na otevřených, slunných stanovištích s nižší vzdušnou vlhkostí. Na stanovištích tvoří husté trsy listových růžic. Je hmyzosprašná. Množí se semeny i vegetativně pomocí odnoží a krátkých výběžků. Je odolná vůči suchu, které přežívá ve stavu anabiózy, kdy rostlina vysychá a snižují se její metabolické pochody. Je schopna tak přetrvat více než 30 měsíců. Po zvlhčení se rychle vrací do vegetace. Do stavu anabiózy přecházejí rostliny v závislosti na podmínkách stanoviště. U bulharských populací je to od konce dubna do srpna, přičemž období anabiózy trvá 1 až 6 měsíců. Rostliny jsou poměrně dlouhověké a mohou se dožívat stáří až několika desetiletí.

## Ochrana
V Červeném seznamu ohrožených druhů IUCN je vedena jako málo dotčený druh. Její populace v přírodě jsou početné, stabilní a nalézají se na místech chráněných před narušením. V Řecké červené knize je vedena jako zranitelná. V Bulharsku je její sběr možný pouze se speciálním povolením.

## Taxonomie
Haberlea rodopská byla popsána v roce 1835.
V roce 1903 byl z Bulharska popsán další druh, Haberlea ferdinandi-coburgii. Od té doby již nebyl znovu nalezen. V botanických zahradách jsou pěstovány rostliny pod tímto jménem, není však jisté že se jedná o tentýž taxon. Podle originálního popisu se od H. rhodopensis liší celkově menší velikostí, na líci lysými listy, menšími květy, užšími kališními lístky, tmavě modrou korunou a protáhlými tobolkami. V díle Flora of Bulgaria z roku 1995 je uveden jen jako varieta H. rhodopensis. Taxonomické studie neprokázaly zásadní odlišnost obou taxonů a v současné taxonomii není druh Haberlea ferdinandi-coburgii uznáván a rod Haberlea je považován za monotypický.
Z kultury je znám kříženec Haberlea rhodopensis s ramondou pyrenejskou (Ramonda myconi), popsaný v roce 1989 jako ×Ramberlea kistlerae, a rovněž hybrid s Jankaea heldreichii, popsaný v témže roce jako ×Jankaeberlea panayotii.

## Historie
Rostlina má historický a archeologický význam. Ve staré Thrácké kultuře se nazývala Orfeův květ a byla spojována se smrtí a vzkříšením. Je zmiňována v Thrácké i Řecké mytologii, kde je spojována s Orfeovou smrtí.

## Význam
Haberlea rodopská se pěstuje jako skalnička. Je známa též forma se sněhově bílými květy, pěstovaná pod názvem 'Virginalis'. Haberlea není udávána ze sbírek žádné české botanické zahrady.
V bulharské lidové medicíně byla haberlea používána při léčení slintavky a kulhavky. Byla testována v kosmetice.

## Pěstování
Haberlea se pěstuje v chudé, vlhké, dobře odvodněné půdě. V létě je třeba ji chránit před slunečním úpalem. Je mrazuvzdorná až do -28 °C.
Množí se dělením trsů na jaře nebo koncem léta, letními listovými řízky nebo výsevem semen na jaře při 13 až 18 °C.